# Kecamatan Perwakilan Wolojito
Kecamatan Perwakilan Wolojito är ett distrikt i Indonesien.   Det ligger i provinsen Nusa Tenggara Timur, i den södra delen av landet, 1 700 km öster om huvudstaden Jakarta.